# 增殖性材料

^{238}Pu 与 ^{244}Cm 的相互转变. 根据核素的不同，转变的速度差别非常大，总的转变和衰变的比例也与此相关。在从核反应堆中移除燃料以后，由于反应堆中还有大量寿命较短的同位素如^{238}Pu, ^{241}Pu, ^{242–244}Cm等等，衰变将占据主要地位。注意^{245–248}Cm 的半衰期较长。

增殖性材料是指本身在热中子的作用下不易发生核裂变，但是通过中子俘获和接下来的核反应能产生可裂变物质的材料。可以通过在核反应堆中接受辐射转换为可裂变物质的天然增殖性材料有如下几种：
- 钍-232，可以转化为铀-233
- 铀-234，可以转化为铀-235
- 铀-238，可以转化为钚-239

在核反应堆中，通过俘获一个中子就可以转化为可裂变材料的人工合成同位素包括：
- 钚-238，可以转化为钚-239
- 钚-240，可以转化为钚-241

有一些超铀元素需要俘获超过一个中子才能转变成半衰期较长的可裂变物质，这样这些物质才有可能在衰变前通过捕获一个中子发生裂变
- 钚-242 - 镅-243 - 锔-244 - 锔-245
- 铀-236 - 錼-237 - 钚-238 - 钚-239
- 镅-241 - 锔-242 - 锔-243 (或者更可能的反应是锔-242衰变成为钚-238，同样需要一个额外的中子来变成可裂变核素）

由于在最终转变为可裂变物质前，每个反应都需要3个到4个热中子，而一个热中子引发的裂变仅仅释放出2到3个中子，这些核素反应会减少自由中子的数量。在快速反应堆中，可能需要较少的中子就可以变成裂变材料，而在他们裂变时会产生更多的中子。
增殖反应堆是指反应堆中只需要少量甚至不需要中子减速剂，因此他们需要应用快中子。增值反应堆可以用于制造比他们消耗得更多的裂变材料。这是，需要将增殖材料放置在反应堆核心的周围，或者放置在特殊的燃料棒中。由于钚-238、钚-240和钚-242都是增殖材料，而这些材料在热反应堆中无法有效利用，将这些材料与其他不可裂变同位素聚集起来将比在热反应堆中更容易。

## 核聚变原料列表
- 氘
- 氚

## 加工法
- 气体扩散法
- 氣體離心法